# Chissamba
Chissamba är en ort i Angola.   Den ligger i provinsen Bié, i den centrala delen av landet, 600 kilometer sydost om huvudstaden Luanda. Chissamba ligger 1 404 meter över havet och antalet invånare är 7 677.
Terrängen runt Chissamba är huvudsakligen platt. Chissamba ligger nere i en dal. Närmaste större samhälle är Catabola, 5,7 kilometer väster om Chissamba.
I omgivningarna runt Chissamba växer huvudsakligen savannskog. Runt Chissamba är det ganska glesbefolkat, med 23 invånare per kvadratkilometer.